# Vesicularia hamata
Vesicularia hamata är en bladmossart som beskrevs av Edwin Bunting Bartram 1945. Vesicularia hamata ingår i släktet Vesicularia och familjen Hypnaceae. Inga underarter finns listade i Catalogue of Life.